# Pamětice
Pamětice (en allemand : Pamietitz) est une commune du district de Blansko, dans la région de Moravie-du-Sud, en République tchèque. Sa population s'élevait à 256 habitants en 2020.

## Géographie
Pamětice se trouve à 7 km au nord-nord-ouest de Boskovice, à 21 km au nord de Blansko, à 40 km au nord de Brno et à 169 km à l'est-sud-est de Prague.
La commune est limitée par Vanovice au nord, par Knínice u Boskovic à l'est et au sud-est, par Sudice et Vísky au sud, et par Letovice à l'ouest et au nord-ouest.

## Histoire
La première mention écrite de la localité date de 1145.